# Alliance (Neuseeland)
Die Alliance war eine linke Partei in Neuseeland.

## Politische Vorstellungen
Die Partei stand für demokratisch-sozialistische Prinzipien, für Demokratie, Gleichheit, soziales Eigentum, Sorge für die Umwelt, für ein demokratisches Wirtschaftssystem und wollte einen Wohlfahrtsstaat schaffen.

## Geschichte
Die Alliance wurde 1991 gegründet, gewann zwei Jahre später 18,2 % der Stimmen und 1996 zusammen mit einem Direktmandat 13 Sitze im Parlament. Ihr Vorsitzender wurde nach der Gründung das frühere Parteimitglied der Labour Party und spätere stellvertretende Premierminister unter der Regierung von Helen Clark, Jim Anderton. Anderton führte die Partei mit einer kurzen Unterbrechung zwischen November 1994 und Mai 1995 bis Juli 2002.
Nach den fulminanten Wahlsiegen in den Anfangsjahren, verlor die Partei ab 1999 weiteren Zuspruch und als der Parteivorsitzende Jim Anderton 2002 kurz vor der Wahl die Partei verließ, versank die Alliance zusehends in die Bedeutungslosigkeit. In einer Umfrage des New Zealand Herald kurz vor der Wahl im Jahr 2011 stand die Alliance zwar auf dem Fragebogen, aber niemand sprach sich für sie aus. Das Wahlergebnis lag in dem Jahr bei 0,05 % Stimmenanteil. Zur General Election 2014 trat die Partei nicht mehr an.

## Parlamentswahlen
| Jahr | Stimmen | Anteil  | Sitze im Parlament                                               |
| ---- | ------- | ------- | ---------------------------------------------------------------- |
| 1993 |         | 18,2 %  | 2 Sitze – Koalition NewLabour, Democrat, Green and Mana Motuhake |
| 1996 | 209.347 | 10,10 % | 12 Sitze + 1 Direktmandat                                        |
| 1999 | 159.859 | 7,74 %  | 9 Sitze + 1 Direktmandat                                         |
| 2002 | 25.888  | 1,27 %  |                                                                  |
| 2005 | 1.641   | 0,07 %  |                                                                  |
| 2008 | 1.909   | 0,08 %  |                                                                  |
| 2011 | 1.209   | 0,05 %  |                                                                  |
| 2014 |         |         | nicht zur Wahl angetreten                                        |

Quellen: Election New Zealand